# Selecció de bàsquet de Dinamarca
La Selecció de bàsquet de Dinamarca és l'equip format per jugadors de bàsquet de nacionalitat danesa que representa Dinamarca en competicions internacionals. Està organitzada per la Federació de bàsquet de Dinamarca, anomenada Danmarks Basketball-Forbund (DBBF). Pertany a la zona FIBA Europa.
Mai ha aconseguit classificar-se per disputar un Campionat del Món de bàsquet o uns Jocs Olímpics. Ha participat en tres Campionats d'Europa de bàsquet, en 1951, 1953 i 1955, en què va guanyar tres partits en 1951 enfront de Luxemburg, Escòcia i Portugal. El saldo total en Campionats d'Europa és de 3 victòries (totes elles en 1951) i 23 derrotes.

## Classificacions

### Campionats europeus
- 1951 - 14
- 1953 - 16
- 1955 - 18

## Dinamarca en els Campionats Europeus

### Eurobasket 1951
Dinamarca va debutar en un Campionat d'Europa de bàsquet el 1951 a París. Va ser derrotada en els quatre partits de la fase de grups, enquadrada en el Grup B al costat d'Unió Soviètica, Turquia, Finlàndia i Àustria, quedant amb un marcador de 0-4 i en cinquena posició. En una eliminatòria directa amb l'altre cinquè classificat, Luxemburg, Dinamarca es va imposar 46-45, en la qual es va posar al davant quan faltaven cinc segons amb un tir lliure convertit per Peter Tatalls, però Luxemburg va fallar el seu últim atac amb un tir des del centre de la pista i permetent que Dinamarca jugués pels llocs entre el 9è i el 16è.
En la següent fase de grups va ser enquadrada en el Grup 2, al costat d'Escòcia, Països Baixos i Finlàndia. Va aconseguir derrotar a Escòcia, quedant a la tercera posició del seu grup amb un balanç d'1-2.
Va passar a disputar els llocs entre el 13è i el 16è. A la primera eliminatòria va aconseguir la seva tercera victòria, al derrotar Portugal per 46-39. En el partit pel lloc 13/14 va perdre amb Suïssa per 54-22, finalitzant en 14a posició d'un total de 18 equips i amb un registre de victòries i derrotes de 3-7.

### Eurobasket 1953
En l'Eurobasket de 1953 disputat a Moscou, Dinamarca va perdre els seus vuit partits, finalitzant en el lloc 16è d'un total de 17.

### Eurobasket 1955
En l'Eurobasket de 1955 disputat a Budapest, Dinamarca va perdre els seus vuit partits, finalitzant en el lloc 18, l'últim.